# Trichestra renipuncta
Trichestra renipuncta là một loài bướm đêm trong họ Noctuidae.